# 沃居艾公馆
沃居艾公馆（Hôtel de Vogüé）是法国勃艮第大区首府第戎的一座17世纪府邸，古典主义和文艺复兴风格，位于猫头鹰街（rue de la Chouette）8号，靠近第戎圣母院。
1911年1月5日，该建筑被列为法国历史古迹。拥有勃艮第琉璃瓦屋顶。
|  |  |